# Батыр Закиров (1970)
«Батыр Закиров» — безымянный диск-гранд (10") популярного советского узбекского певца Батыра Закирова, выпущенный Всесоюзной фирмой грамзаписи «Мелодия» в СССР в 1970 году. 4 песни исполнены в дуэтах (из них три — с Луизой Закировой). Иногда его называют по первой композиции — «Никто не виноват».

## Список композиций
1. Никто не виноват 
 (Э. Салихов — русский текст Ю. Энтина) — с Эльмирой Жерздевой
2. Да здравствует любовь 
 (итальянская нар. песня)
3. Песня о счастье 
 (В. Шаинский — Р. Гамзатов, перевод Н Гребнева) — с Луизой Закировой
4. Девушка и кувшин 
 (Тофик Бабаев — Ю. Энтин) — c  Луизой Закировой
5. Два синих ока [1] 
 (Д. Ристич — русский текст Ю. Энтина)
6. Седая любовь 
 ( Тофик Бабаев— Ю. Энтин)
7. Дорога счастья, из к/ф «Профессор» 
 (авторы неизвестны) — с Луизой Закировой
8. Время, из к/ф «Люди» 
 (авторы неизвестны)
9. Ты далеко 
 (муз. и сл. Тофика Бабаева)
10. Беглянка Хаби́ба 
 (Абдель Вахаб — русский текст Ю. Энтина)

## Языки исполнения
- русский (1, 3—6, 9, 10)
- итальянский (2)
- хинди (7, 8)